# Schlangenzahn-Harlekinflughund

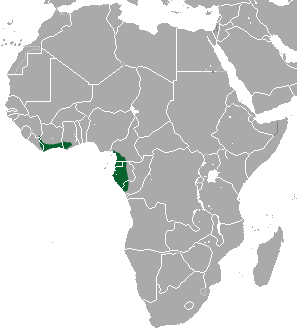
Verbreitungskarte vor der Aufteilung, seit 2014 zählen nur noch die westlichen Populationen zur Art

Der Schlangenzahn-Harlekinflughund (Casinycteris ophiodon) ist ein im westlichen Afrika verbreitetes Fledertier in der Gattung der Kurzgaumen-Flughunde. Die Art wurde längere Zeit in die Gattung Harlekinflughunde eingeordnet. Eine Population von Nigeria über Kamerun bis zur Republik Kongo wurde 2014 als Campo-Ma'an-Kurzschnauzenflughund (Casinycteris campomaanensis) neu beschrieben. Der deutsche Name und der Artzusatz im wissenschaftlichen Namen beziehen sich auf die stark nach hinten gebogenen oberen Schneidezähne, die an Schlangenzähne erinnern. Laut genetischen Studien trennte sich dieser Art als erste von der Entwicklungslinie der anderen Kurzgaumen-Flughunde.

## Merkmale
Dieser schwanzlose Flughund ist 115 bis 122 mm lang, hat 73 bis 81 mm lange Unterarme, eine Flügelspannweite von 460 bis 550 mm, Hinterfüße von 17 bis 19 mm Länge und 20 bis 25 mm lange Ohren. Weibchen sind mit einem Gewicht von 64 bis 95 g etwas schwerer als Männchen, die 60 bis 77 g wiegen. Typisch sind weiße Flecken an der Schnauze, vor und hinter den Augen sowie ein weißes Band um die Lippen. Ansonsten sind das Gesicht und die Finger gelblich und Haarbüschel auf den Schultern fehlen. Der Schlangenzahn-Harlekinflughund hat oberseits weiches wolliges Fell und unterseits kurzes Fell. Die Haare der Oberseite sind an der Wurzel dunkelbraun bis schwarz, im langen mittleren Teil hellgrau bis weiß und an den Spitzen braun. So ergibt sich eine gesprenkelte braune bis rotbraune Färbung. Die Unterseite ist mit hellgrauen bis weißen Fell bedeckt. Die Lippen sind grüngelb. Dieser Flughund hat braune Ohren und zwischen den Fingern braune Flughäute. Kennzeichnend ist ein langer Daumen. Bei Männchen sind der Penis und die Hoden gelbgrün. Auf der Innenseite der Eckzähne gibt es einen zweiten Höcker. Bei den meisten Exemplaren lautet die Zahnformel I 2/2, C 1/1, P 2/3, M 1/2, was 28 Zähne im Gebiss ergibt.
Im Verbreitungsgebiet ist der Zenker-Harlekinflughund (Scotonycteris zenkeri) deutlich kleiner. Die anderen beiden Gattungsvertreter sind allgemein kleiner und leben weiter östlich.

## Verbreitung
Nach dem Wegfall der östlichen Populationen zählen nur noch Funde aus Liberia, Ghana und der Elfenbeinküste zu dieser Art. Der Flughund lebt meist im Flachland und erreicht je nach Region 600 oder 1200 Meter Höhe. Er hält sich in tropischen Regenwäldern und feuchten Bergwäldern auf. In Liberia werden die Wälder von Parinari excelsa (Goldpflaumengewächse) dominiert.

## Lebensweise
Der Schlangenzahn-Harlekinflughund hat drei Hauptaktivitätszeiten. Er ist meist von 19.30 bis 20.30 Uhr, von 23.30 bis 2.30 Uhr und von 3.30 Uhr bis zum Beginn der Dämmerung aktiv. Am Tage schläft er versteckt im Blattwerk. Die Nahrung wird von Bäumen in etwa 18,5 Meter Höhe gepflückt. Manche Exemplare suchten tiefer am Baum nach Früchten. Dieser Flughund hält sich mit den Füßen an einem Ast und mit den Daumen an einem anderen Ast fest, so dass er etwa waagerecht liegt. Die schlangenartigen Zähne sind vermutlich eine Anpassung an dieses Verhalten. Wenige Funde lassen Feigen, Bananen, Parinari excelsa, Guaven und Ongokea gore als Hauptnahrung vermuten.
Laut unterschiedlichen Studien findet die Geburt des einzelnen Nachkommen meist in der Regenzeit von November bis Dezember statt oder etwas früher. Im Nationalpark Taï wurden deutlich mehr Weibchen registriert. Für Weibchen ist nachts ein pfeifender Ruf kennzeichnend.

## Gefährdung
Die Bestände sind durch Waldrodungen bedroht und die einzelnen Funde sind weit verstreut. Bis zur Aufteilung in zwei Arten 2014 listete die IUCN den Schlangenzahn-Harlekinflughund als gefährdet (vulnerable). Seit diesem Zeitpunkt ist keine neue Beurteilung erfolgt.